# Klimontów (powiat Sandomierski)
Klimontów is een stad in de Poolse woiwodschap Święty Krzyż. De plaats maakt deel uit van de gemeente Klimontów en telt 2000 inwoners.